# العلاقات البرتغالية الإثيوبية
العلاقات البرتغالية الإثيوبية هي العلاقات الثنائية التي تجمع بين البرتغال وإثيوبيا.

## مقارنة بين البلدين
هذه مقارنة عامة ومرجعية للدولتين:
| وجه المقارنة                                              | البرتغال                                                  | إثيوبيا                        |
| --------------------------------------------------------- | --------------------------------------------------------- | ------------------------------ |
| المساحة (كم2)                                             | 92.21 ألف                                                 | 1.10 مليون                     |
| عدد السكان (نسمة)                                         | 10.60 مليون                                               | 104.96 مليون                   |
| الكثافة السكانية (ن./كم²)                                 | 114.95                                                    | 95.42                          |
| العاصمة                                                   | لشبونة                                                    | أديس أبابا                     |
| اللغة الرسمية                                             | اللغة البرتغالية، اللغة الميراندية                        | اللغة الأمهرية                 |
| العملة                                                    | يورو، اسكودو برتغالي                                      | بير إثيوبي                     |
| الناتج المحلي الإجمالي (بليون دولار)                      | 217.57 مليار                                              | 80.56 مليار                    |
| الناتج المحلي الإجمالي (تعادل القوة الشرائية) بليون دولار | 307.82 مليار                                              | 161.90 مليار                   |
| الناتج المحلي الإجمالي الاسمي للفرد دولار أمريكي          | 19.22 ألف                                                 | 619                            |
| الناتج المحلي الإجمالي للفرد دولار أمريكي                 | 28.76 ألف                                                 | 1.50 ألف                       |
| مؤشر التنمية البشرية                                      | 0.830                                                     | 0.442                          |
| رمز المكالمات الدولي                                      | +351                                                      | +251                           |
| رمز الإنترنت                                              | .pt                                                       | .et                            |
| المنطقة الزمنية                                           | توقيت غرب أوروبا، توقيت غرب أوروبا الصيفي، أوروبا/لشبونة ‏ | ت ع م+03:00، توقيت شرق أفريقيا |

## منظمات دولية مشتركة
يشترك البلدان في عضوية مجموعة من المنظمات الدولية، منها:
| علم المنظمة | اسم المنظمة                        | تاريخ انضمام البرتغال | تاريخ انضمام إثيوبيا |
| ----------- | ---------------------------------- | --------------------- | -------------------- |
|             | الاتحاد البريدي العالمي            | ?                     | ?                    |
|             | مؤسسة التنمية الدولية              | 29 ديسمبر 1992        | 11 أبريل 1961        |
|             | منظمة حظر الأسلحة الكيميائية       | ?                     | ?                    |
|             | الأمم المتحدة                      | 14 ديسمبر 1955        | 13 نوفمبر 1945       |
|             | وكالة ضمان الاستثمار متعدد الأطراف | 6 يونيو 1988          | 13 أغسطس 1991        |
|             | منظمة الشرطة الجنائية الدولية      | ?                     | ?                    |
|             | مؤسسة التمويل الدولية              | 8 يوليو 1966          | 20 يوليو 1956        |
|             | البنك الدولي للإنشاء والتعمير      | 29 مارس 1961          | 27 ديسمبر 1945       |
|             | الاتحاد الدولي للاتصالات           | 1866                  | 20 فبراير 1932       |
|             | البنك الإفريقي للتنمية             | ?                     | ?                    |
|             | الفريق المعني برصد الأرض           | ?                     | ?                    |
|             | يونسكو                             | 11 مارس 1965          | 1 يوليو 1955         |

## وصلات خارجية
- موقع وزارة الخارجية البرتغالية
- موقع وزارة الخارجية الإثيوبية